# John O'Rourke
John O'Rourke (Northampton, 11 febbraio 1945 – Dorset, 7 luglio 2016) è stato un calciatore inglese, di ruolo attaccante.

## Carriera
Dopo aver giocato nelle giovanili dell'Arsenal trascorre la sua prima stagione da professionista, ovvero la 1962-1963, sempre a Londra ma al Chelsea, che durante tale annata conquista una promozione dalla seconda alla prima divisione inglese, senza però che O'Rourke scenda effettivamente mai in campo in incontri di campionato. Scende poi di categoria accasandosi al Luton Town, con cui dal 1963 al 1965 gioca in terza divisione, restando poi in squadra anche durante la stagione 1965-1966, trascorsa invece in quarta divisione: in tre anni con gli Hatters l'attaccante totalizza complessivamente 84 presenze e 64 reti in incontri di campionato. Risale poi in terza divisione nel 1966, quando si accasa al Middlesbrough, con cui conquista subito una promozione in seconda divisione, categoria in cui milita durante la prima metà della stagione 1967-1968, arrivando a complessive 64 presenze e 38 reti in incontri di campionato con la maglia del Boro. Il 31 dicembre 1966, nel corso della sua militanza al Middlesbrough, è anche protagonista di un incidente involontario che sale alla ribalta delle cronache sportive nazionali inglesi: durante un fortuito contrasto di gioco, infatti, colpisce involontariamente alla testa il portiere dei Bristol Rovers Bernard Hall, che a seguito dell'impatto cade in coma, risvegliandosi solamente 16 giorni dopo lo scontro, e ritirandosi definitivamente dal calcio giocato per i postumi dell'incidente stesso.
Durante la stagione 1967-1968 passa a campionato iniziato all'Ipswich Town, con cui nel prosieguo dell'annata realizza 12 reti in 15 presenze sempre in Second Division, contribuendo così alla vittoria del campionato stesso da parte dei Tractor Boys, che lo riconfermano in rosa anche per la stagione successiva, nella quale O'Rourke all'età di 23 anni esordisce in prima divisione, mettendovi a segno 16 reti in 39 presenze, alle quali aggiunge una rete nella sua unica presenza stagionale in FA Cup; rimane poi in squadra anche nella prima metà della stagione 1968-1969, nella quale oltre a giocare altre 2 partite in coppa nazionale realizza 2 reti in 15 presenze in prima divisione, arrivando così ad un bilancio di 72 presenze e 31 reti tra tutte le competizioni ufficiali con la maglia dell'Ipswich Town, nell'arco di poco meno di due anni solari di permanenza nel club.
Prosegue la carriera giocando sempre in prima divisione al Coventry City, con cui conclude la stagione 1969-1970 raggiungendo nuovamente la doppia cifra di reti in prima divisione (realizza infatti 11 reti in 20 incontri con gli Sky Blues, per un totale dunque di 35 presenze e 13 reti in tutto il campionato contando anche quelli fatti con l'Ipswich Town nella medesima edizione del torneo); l'anno seguente va invece a segno per 5 volte in 28 presenze, segnando invece con regolarità in Europa: il club inglese partecipa infatti alla Coppa delle Fiere, in cui O'Rourke mette a segno 4 reti in altrettante presenze. Inizia poi la stagione 1971-1972 segnando un ultimo gol in altre 6 presenze in prima divisione (arrivando così ad un totale di 108 presenze e 34 reti in carriera in questa categoria, in cui non giocherà più nel prosieguo della carriera) per poi scendere in seconda divisione al QPR: con il club londinese nell'arco di una stagione e mezzo realizza 12 reti in 34 presenze in campionato e conquista anche una promozione in prima divisione, restando in rosa per un periodo anche in questa categoria durante la stagione 1973-1974, senza però in effetti scendervi mai in campo: si trasferisce infatti al Bournemouth, con cui tra il 1973 ed il 1975 realizza 4 reti in 22 presenze in terza divisione, trascorrendo poi nel 1975 anche un periodo in prestito ai semiprofessionisti del Poole Town. Nel 1976 gioca invece con i Rangers Johannesburg nella prima divisione sudafricana, per poi tornare a chiudere la carriera in Inghilterra: si ritira infatti definitivamente nel 1981, all'età di 36 anni, dopo quattro stagioni e mezzo trascorse a giocare con vari club a livello semiprofessionistico.

## Palmarès

### Club

#### Competizioni nazionali
- Campionato inglese di seconda divisione: 1

Ipswich Town: 1967-1968

#### Competizioni regionali
- Southern Football League Southern Division: 1

Dorchester Town: 1979-1980
- Dorset Senior Cup: 1

Poole Town: 1974-1975